# Varicus imswe
Varicus imswe är en fiskart som beskrevs av Greenfield, 1981. Varicus imswe ingår i släktet Varicus och familjen smörbultsfiskar. Inga underarter finns listade i Catalogue of Life.